# Juridisk preliminärexamen
Juridisk preliminärexamen (ofta kallad "prillan") var i Sverige en 1904 avskaffad förberedande examen, vilken avlades i fem humanistiska ämnen vid filosofisk fakultet och krävdes för tillträde till juridisk fakultet.
Motsvarande examina fanns även inför studier vid teologisk fakultet (teologisk-filosofisk examen) och vid medicinsk fakultet (mediko-filosofisk examen).